# Nationalliga A (Eishockey) 1938/39
Die Saison 1938/1939 war die zweite reguläre Austragung der Nationalliga A, der höchsten Schweizer Spielklasse im Eishockey. Der HC Davos wurde nach fünf Spieltagen Schweizer Meister, während der EHC St. Moritz in der Relegation antreten musste.

## Modus
Jede der sechs Mannschaften spielte einmal gegen jeden Gruppengegner, wodurch die Gesamtanzahl der Spiele pro Mannschaft fünf betrug. Meister wurde der Gewinner der Hauptrunde. Der Tabellenletzte spielte gegen den Zweitligameister um den Klassenerhalt. Für einen Sieg erhielt jede Mannschaft zwei Punkte, bei einem Unentschieden einen Punkt. Bei einer Niederlage erhielt man keine Punkte.

## Abschlusstabelle
| Pl. | Team             | Sp. | S | U | N | Tore  | Pkt. |
| --- | ---------------- | --- | - | - | - | ----- | ---- |
| 1.  | HC Davos         | 5   | 5 | 0 | 0 | 26:03 | 10   |
| 2.  | Zürcher SC       | 5   | 4 | 0 | 1 | 15:02 | 8    |
| 3.  | Grasshopper-Club | 5   | 2 | 0 | 3 | 10:14 | 4    |
| 4.  | SC Bern          | 5   | 1 | 1 | 3 | 08:15 | 3    |
| 5.  | EHC Arosa        | 5   | 1 | 1 | 3 | 4:21  | 3    |
| 6.  | EHC St. Moritz   | 5   | 0 | 2 | 3 | 4:12  | 2    |

Der HC Davos dominierte die Liga mit fünf Siegen in fünf Spielen bei einem Torverhältnis von 26:3 und gewann damit den zwölften Schweizer Meistertitel der Vereinsgeschichte. Der EHC St. Moritz trat in der Relegation gegen den Eishockeyclub aus Château-d’Oex an. Da Château-d’Œx durch den Schweizerischen Eishockeyverband nicht zugelassen wurde, verblieb der EHC in der NLA.